# Polidoro da Lanciano

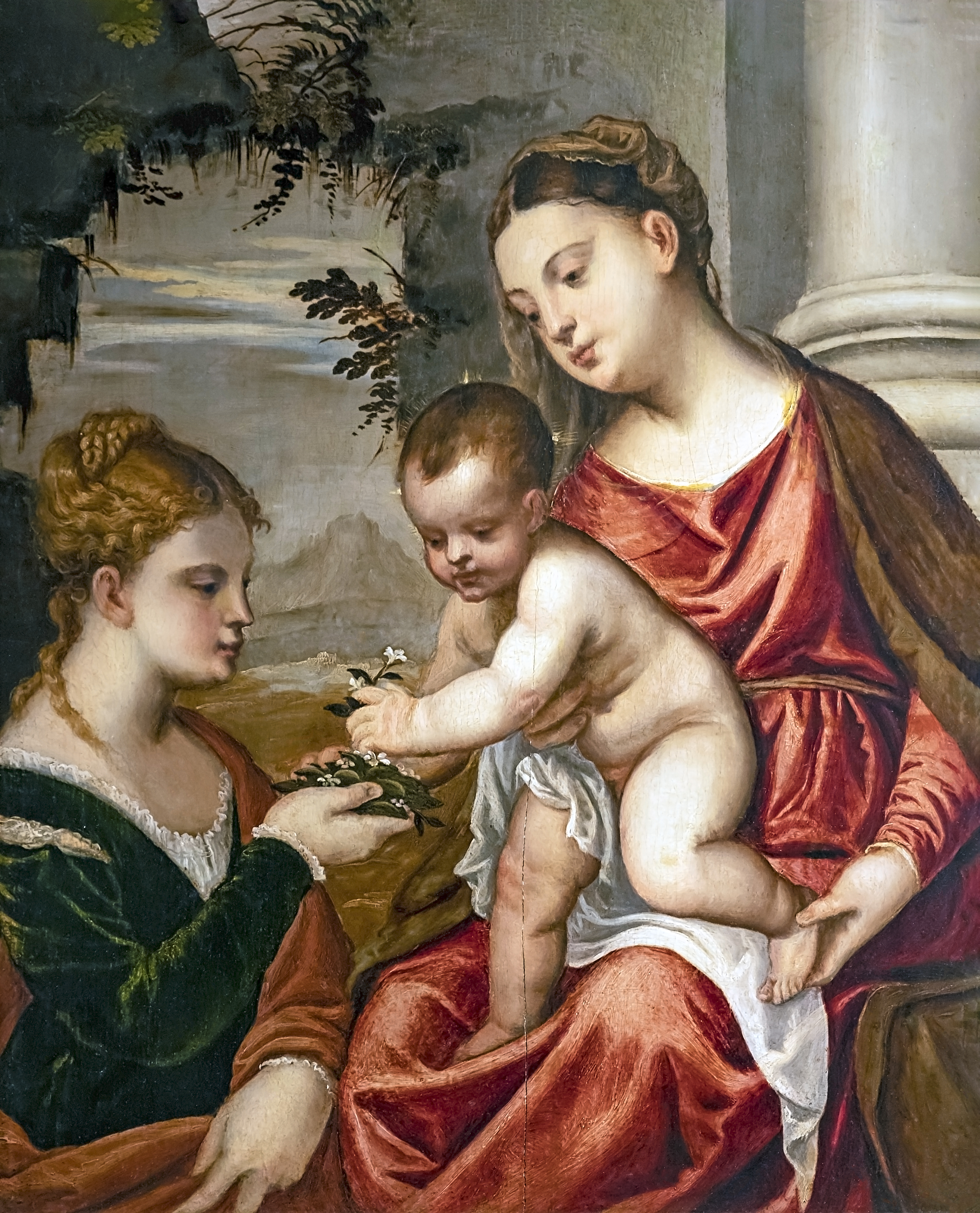
Matrimonio di Santa Caterina, Ca' Rezzonico Venezia

Polidoro da Lanciano, nato Polidoro de’ Renzi (Lanciano, 1515 circa – Venezia, 21 luglio 1565), è stato un pittore italiano.

## Biografia
Nacque a Lanciano da Paolo, figlio di Renzo, apprezzato ceramista. Non si conosce la sua data di nascita, si ritiene sia nato nel  1515, dato desunto dal suo testamento del 1565, nel quale si dichiara cinquantenne, ma non è improbabile che fosse già nato nel 1510.

Scarse sono le notizie anche sulla sua giovinezza, dovette però stabilirsi nel vicinato di San Pantalon a Venezia, dove esisteva una comunità di immigrati abruzzesi, che verso la metà degli anni '20 del XVI secolo, attirati dalla ricchezza che la città lagunare prometteva vi si erano stabiliti. Il Polidoro a Venezia poté inoltre incontrare i più grandi artisti presenti in quel tempo, dal Tiziano al Veronese e al Tintoretto.

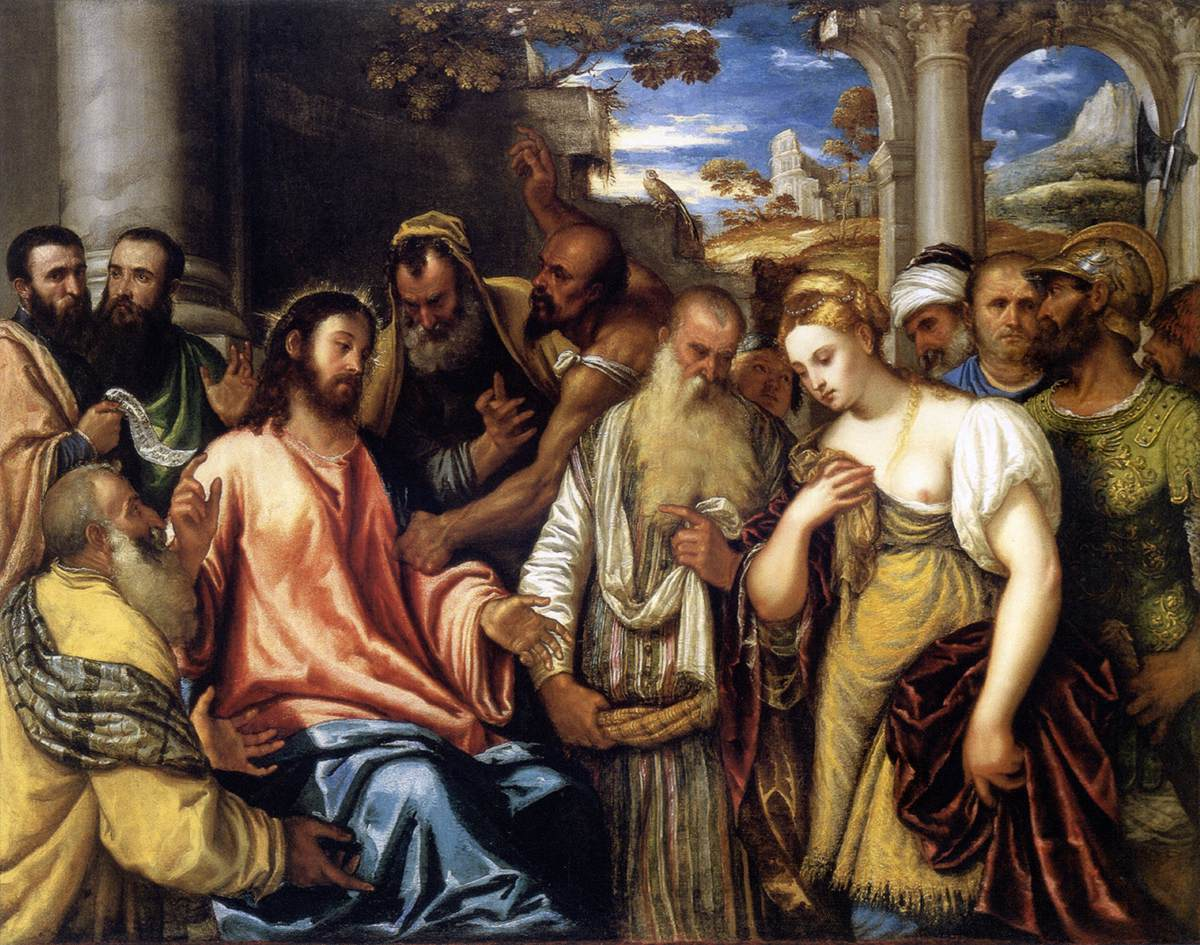
Cristo e l'adultera, Szépművészeti Múzeum, Budapest

A Venezia sposò Angelica molto più anziana di lui e che gli dette un solo figlio, Giampaolo, prima di lasciarlo vedovo. Sposò in seconde nozze la vedova Elena Buzzacarini, che portava con sé un figlio, Vittorio, e dalla quale nacque Giovanni Antonio.  Le sue principali attività artistiche consistettero nell'abbellire le case dei veneziani.
Realizzò soprattutto dipinti a carattere devozionale per committenti privati: tra le sue opere, Il convito degli dei (Napoli, Museo di Capodimonte), Cristo e l'adultera (nelle versioni autografe di Brescia, Pinacoteca Tosio-Martinengo; Budapest, Szépmüvészeti Múzeum; Londra, Walpole Gallery), Riposo in Egitto con san Giovannino (Parigi, Louvre), La discesa dello Spirito Santo (Venezia, Gallerie dell'Accademia) e la Sacra famiglia con santa Maddalena e un patrizio veneziano (Dresda, Gemäldegalerie). Tutte le sue principale opere erano di caratteristica devozionale, con la composizione tradizionale delle Sacra conversazione del Bellini in orizzontale.
I suoi lavori non ebbero però il riconoscimento dei suoi contemporanei, tanto che non fu elencato dal Giorgio Vasari nel suo Le vite dei più eccellenti pittori, scultori e architetti del 1568, e uno dei suoi lavori migliori La Discesa dello Spirito Santo fu assegnato al Bonifacio Veronese, attribuzione corretta il secolo seguente dal Ridolfi.
Il Polidoro non godeva quindi di una buona condizione economica, lasciando alla sua morte in condizioni di vita difficili la vedova e i figli che fecero ritorno a Lanciano dove il pittore aveva ereditato dal padre un piccolo appezzamento di terreno. Dei suoi figli Vittorio proseguì l'attività artista mentre Giovanni Antonio fu indirizzato alla vita ecclesiastica. 
Il dipinto Madonna col Bambino san Giuseppe e santa Caterina d'Alessandria conservato presso l'Accademia Carrara e proveniente dalla collezione di Giacomo Carrara dal 1796, fu scelto dalle Poste Italiane nel 2015 per diventare un francobollo natalizio per il Natale 2015.

## Opere
- Sacra Famiglia con angelo adorante, Roma, collezione privata
- Madonna col Bambino e santa Cecilia, Strossmayerova Galerija, Zagabria
- Riposo della Sacra Famiglia nella fuga in Egitto, Museo del Louvre, Parigi
- Sacra Famiglia con santa Caterina e committente, Museumslandschaft Hessen Kassel
- Discesa dello Spirito Santo (1544), Gallerie dell'Accademia di Venezia
- Assunta (1550), Castello di Moritzburg
- Madonna col Bambino, santa Lucia, san Giuseppe e committente con infante (1550 ca.). Staatliche Kunstsammlungen, Dresda
- Madonna col Bambino, san Pietro, Simone Lando,  Staatliche Museum, Berlino
- Pittura sull'organoì (1559), della Chiesa di San Giovanni in Bragora Venezia

Opere di difficile datazione
- Madonna con Bambino con san Giovanni Evangelista e san Nicola di Bari, commissionato per la chiesa di San Nicola di Lanciano, e conservato nel Museo diocesano di Lanciano
- Volto di Cristo con la Croce, d'ambito giorgionesco, attribuito a Polidoro da Lanciano, Museo diocesano di Lanciano, dalla chiesa di San Nicola in Lanciano
- Matrimonio mistico di Santa Caterina d'Alessandria,  (1555 ca.) Ca' Rezzonico Venezia
- Madonna col Bambino e santi Giuseppe e Caterina d'Alessandria,  (antecedente il 1550) Accademia di belle arti di Carrara, Carrara
- Cristo e l'adultera, (antecedente il 1550), Szépművészeti Múzeum, Budapest